# Zálongo
Zálongo (en grec moderne : Ζάλογγο) est une ancienne municipalité grecque de Préveza dans la région de l'Épire.
Depuis la réforme du gouvernement local, de 2010, elle fait partie du dème de Préveza. Sa superficie est de 137,63 km2 et sa population, en 2011, est de 4 299 habitants.
À proximité se trouve le monastère de Zálongo, datant du XVIIIe siècle, et le monument de Zálongo immortalisé par le suicide collectif d'un groupe de femmes souliotes, en 1803. Les ruines de l'ancienne ville de Cassope (en) sont situées près du village de Kamarína.